# Ipermascolinità
Ipermascolinità è un termine utilizzato in psicologia per indicare l'esagerazione del comportamento stereotipo maschile quale enfasi della forza fisica, aggressività e sessualità. Tale termine viene utilizzato in modo negativo da alcuni studiosi.

## Studio
Uno dei primi studi dell'ipermascolinità è stata condotto nel 1948 da Donald L. Mosher e Mark Sirkin che hanno definito l'ipermascolinità o personalità maschilista come un fenomeno con la compresenza di tre variabili:
- Atteggiamento sessuale insensibile nei confronti delle donne.
- La convinzione che la violenza appartiene all'uomo.
- L'esperienza di un pericolo come eccitante.

Hanno sviluppato l'"inventario di ipermascolinità" (HMI) realizzato per misurare tre componenti.  Dalla ricerca è emerso che l'ipermascolinità è associata alla violenza contro le donne. È stato inoltre rilevato che il grado di ipermascolinità presso i prigionieri è più alto che nei gruppi di controllo.

## L'ipermascolinità e il suo sviluppo nel feto
La lunghezza delle dita (in particolare la lunghezza dell'indice e dell'anulare), è stata associata ad alti e bassi livelli di androgeni nel feto. Queste Digit ratio (2D:4D) sono stati spesso riscontrati nella ricerca condotta recentemente in questo ambito. La digit ratio 2D:4D è stata associata a diverse quantità di testosterone prenatale e generalmente è ritenuto che un indice (secondo dito) più corto dell'anulare (quarto dito) è indice di un maggiore livello di androgeni prenatali. Relativamente i rapporti maschili sono stati associati all'eterosessualità maschile, criminalità, al disturbo da deficit di attenzione/iperattività ADHD, e al disturbo dello spettro autistico.
Sebbene questi risultati sono stati più significativi nei maschi, molti studi ritengono che ulteriori ricerche sugli effetti di questi livelli di ormone nelle donne saranno utili per comprendere appieno questo fenomeno. Sono stati riscontrati diversi livelli di androgeni prenatali per modulare il ragionamento morale. In media, le donne a cui è stato somministrato il testosterone esogeno hanno mostrato una maggiore preferenza per giudizi pratici che quelli deontologici. Tuttavia si è avuto l'effetto contrario, nelle donne cui il rapporto della lunghezza tra le dita era coerente con l'elevata esposizione testosterone prenatale. Campioni di attiviste femministe in Svezia e in Austria hanno mostrato rapporti numerici relativamente maschili rispetto alla media per le donne.

## Ipermascolinità ed emozione
Poiché l'identificazione popolare di tratti ipermascolini tende a ruotare intorno agli aspetti fisici quali violenza, pericolo e aggressioni sessuali, si tiene poco conto delle caratteristiche emotive che definiscono gli uomini ritenuti “ipermascolini”. Atteggiamenti ipermascolini possono includere anche autocontrollo emotivo come segno di resistenza. Essere emotivamente insensibile o indifferente specialmente verso le donne è ciò che Thomas Scheff definisce "carattere". Autocontrollo e impassibilità nei momenti di grande stress o emozione. Di questo stoicismo ipermascolino, Scheff osserva, "è virile l'uomo che ha ‘carattere’”. Un uomo di carattere sottoposto a stress non può piangere e frignare come una donna o un bambino".
Il controllo emotivo degli uomini ha notevolmente influenzato le condizioni con cui loro comunicano con le donne.. Ben-Zeev, Scharnetzki, Chan and Dennehy (2012) ha scritto di un recente studio che ha dimostrato che molti uomini per evitare deliberatamente atteggiamenti e attitudini come la compassione e l'espressione emotiva, ritenendo questi tratti femminili e quindi li rifiutano del tutto. Scheff aggiunge: "Il modello ipermascolino conduce alla concorrenza, piuttosto che alla connessione tra le persone". Nel contesto della comunicazione intima o emotiva (soprattutto nel confronto) con le donne, il maschio virile spesso si ritira emotivamente, rifiutandosi di impegnarsi in quella che viene definita comunicazione affettiva (Scheff). In un analogo studio dei comportamenti della comunicazione affettiva, il contrasto tra i generi - la negazione deliberata o inconscia di un sesso verso i comportamenti dell'altro - era molto più evidente nei ragazzi giovani sottoposti a test che nelle ragazze.
Questa insistenza sull'indifferenza emotiva si manifesta nelle definizioni fisiche di mascolinità è discussa da Scheff: «Reprimere l'amore e le emozioni vulnerabili (il dolore, la paura e la vergogna, quest'ultima come in sentimenti di rifiuto o di disconnessione) conduce da un lato al silenzio o all'astinenza e dall'altro a uscire fuori di sé (flagrante ostilità). L'autocontrollo e l'atteggiamento ipermascolino sembra essere una ricetta per il silenzio e la violenza».

## Nei media della comunicazione visiva
Ben-Zeev, Scharnetzki, Chang e Dennehy indicano che le immagini nei media come il fattore più importante che influenza il comportamento ipermascolino e affermando: "Dopo tutto, i media non solo riflettono le norme culturali, ma possono e devono trasformare la realtà sociale". Ciò si basa sul fatto che gli elementi fisici ed emotivi del comportamento ipermascolino si manifestano regolarmente nelle pubblicità, nei film di Hollywood e persino nei videogiochi attraverso l'uso di immagini molto forti: uomini muscolosi che dominano sulle donne nelle pubblicità, attori che interpretano personaggi maschili fedeli che non si emozionano di fronte alle donne e molti videogiochi le cui linea di storia sono basate rigorosamente sulla violenza. La costante disponibilità e l'utilizzo di queste immagini ogni giorno ha contribuito a creare un modo per gli uomini e le donne per costruire un sistema di ricreazione (consciamente o inconsciamente) dei valori che si perpetuano. (Ben - Zeev e i suoi collaboratori).
Brian Kran descrive i risultati di uno studio che ha analizzato se la pubblicità nelle riviste per gli uomini conduce all'ipermascolinità: «Il team ha scoperto che una variabile di ipermascolinità è apparsa almeno nel 56% dei 527 annunci studiati. Alcune pubblicità delle riviste includono non meno di 90 % di messaggi ipermascolini.» Kran riferisce che gli investigatori erano preoccupati che questo tipo di pubblicità, rivolto principalmente a un pubblico giovane, svolga un ruolo molto importante nella formazione di atteggiamento di questi giovani.
Nel settore dei giochi, l'ipermascolinità si manifesta soprattutto attraverso situazioni fantastiche, spesso violenti che si presentano nel gioco, ma anche attraverso il personaggio del gioco e del suo aspetto: spesso grande, audace, coraggioso e di solito armato. «La scelta di personaggi e delle azioni femminili all'interno dei giochi lascia alle donne poche opzioni realistiche, non sessualizzati», mentre i personaggi femminili, come Lara Croft, non sono altro che illusioni di donne dotati di potere, invece servono solo per soddisfare la vista degli uomini.
Stile ipermascolino nella cultura gay sono importanti gruppi di discoteca gay degli anni 1970, come i Village People e si riflettono nella sottocultura BDSM gay rappresentato nel film Cruising (1980). Il termine "ipermascolino" caratterizza anche uno stile di arte erotica in cui i muscoli il pene/testicoli della figura maschile sono ritratte irrealisticamente grandi e prominenti. Artisti gay che si servono di tipi ipermascolini includono Tom of Finland e Gengoroh Tagame.

## Effetto sulle donne
L'influenza dei mezzi di comunicazione nella creazione di comportamenti del genere opera principalmente sulle donne. Nello stesso modo in cui i consumatori di sesso maschile cercano di conformarsi alle caratteristiche fisiche ed emotive predicate da stereotipi nei media visivi, così anche le donne tendono a cadere nella trappola di conformarsi alle norme delle immagini sociali. I media li incoraggiano ad adempiere li ruolo delle donne sottomesse rappresentate negli annunci e spot pubblicitari; in altre parole, il sistema costringe le donne ad assumere il loro ruolo nella violenza e crudeltà sessuale degli uomini. "Pubblicità raffiguranti uomini violenti (in particolare nei confronti delle donne) sono inquietanti, perché rappresentazioni del genere nella pubblicità fanno più che vendere prodotti. Hanno anche perpetuano stereotipi e presentato norme comportamentali per gli uomini e per le donne".
Scheff ha osservato un altro modo strano in cui la ri-perpetuazione dei ruoli del genere ha avuto un andamento ciclico: il timore della vittimizzazione fisica delle donne è cresciuta fino a un livello tale che molte donne in realtà cercano protezione da parte degli uomini che mostrano tratti di iper-maschilismo. In questo modo, le donne sono a favore di un comportamento di ipermascolinità per paura degli altri (2006).

## Effetto sulla razza
Nel suo libro del 2002 Anima Babies Mark Anthony Neal afferma che la mascolinità nera è diventata sinonimo di un'identità unitaria nera durante il movimento per i diritti civili. Neal afferma che l'ipermascolinità tradotta come violenza all'interno della comunità nera è per proteggersi dalla violenza finalizzata alla comunità nera da parte degli americani bianchi. I gay e le donne di colore erano talvolta censurati per coniugare l'identità nera alla mascolinità. Huey P. Newton, nel tentativo di migliorare i rapporti, ha scritto un saggio che propone un'alleanza più forte tra le organizzazioni politiche nere, le donne e i membri della comunità gay. In esso, ha ammesso che questa popolarità dell'ipermascolinità conduce le donne e gli uomini gay ad una tendenza alla violenza e al silenzio che non permette a questi membri emarginati di diventare parte dell'identità nera.
In libri come Platitudes di Trey Ellis e The Brief and Wondrous Life of Oscar Waodi Junot Diaz, vediamo gli effetti continui della comunità nera per soddisfare un certo livello di ipermascolinità, come per esempio sfruttare la comunità per mezzo di forze esterne. Earle e Oscar sono rappresentazioni del New Black Aesthetic (anche se ancora ipersessualizzati e mascolinizzati). L'estetica post-soul di Neal esorta ad un'identità nera che non incoraggia ad una maggiore emarginazione dei membri già oppressi della comunità nera e di separare dalla natura divisiva che questa ipermascolinità culturale ha provocato.